# Vương Lâm Khải
Vương Lâm Khải (tiếng Trung :王琳凯; sinh ngày 20 tháng 5 năm 1999), thường được biết đến với nghệ danh Tiểu Quỷ ( tiếng Trung: 小鬼; bính âm: Xiǎo Guǐ ; tiếng Anh là Lil Ghost) là một rapper kiêm ca sĩ-nhạc sĩ người Trung Quốc.

## Đời tư
Vương Lâm Khải sinh ra ở thành phố Hải Dương, Yên Đài , tỉnh Sơn Đông vào ngày 20 tháng 5 năm 1999 và lớn lên ở thành phố Hạ Môn, tỉnh Phúc Kiến. Hiện đang theo học tại Học viện Âm nhạc Đương đại Bắc Kinh.
Cha Vương Lâm Khải là một sĩ quan quân đội, còn mẹ anh là thành viên của đoàn nghệ thuật của quân đội. Vì vậy Vương Lâm Khải lớn lên trong môi trường quân đội khi anh còn nhỏ. Anh bắt đầu quan tâm đến hip-hop vào năm 12, 13 tuổi. Sau đó, Khải đi học ở Bắc Kinh.

## Quá trình sự nghiệp
Năm 2017, Vương Lâm Khải tham gia show thử giọng nhạc Hip - Hop của iQIYI mang tên  “The Rap of China” và lọt top 70 toàn quốc, chính thức bước chân vào làng giải trí.
Vào ngày 6 tháng 4 năm 2018, tại chung kết chương trình tìm kiếm tài năng Idol Producer, anh chính thức trở thành thành viên của nhóm nhạc nam Trung Quốc Nine Percent.
Vào ngày 29 tháng 8 năm 2018, anh giành giải thưởng “Nhạc sĩ mới xuất sắc nhất” tại Liên hoan Âm nhạc Trung Quốc 2018 được tổ chức tại Sân vận động Quốc gia Bắc Kinh. Bài hát “Good Night” đã giành được Giải thưởng Giai điệu vàng của năm.
Vào ngày 20 tháng 11 năm 2018, Nine Percent ra mắt album âm nhạc đầu tiên của nhóm có tên “TO THE NINES”.
Vào ngày 6 tháng 10 năm 2019, nhóm nhạc Nine Percent giải tán.

## Danh sách đĩa và album

### Album nhóm
| Ngày phát hành | Tên abum          | Tên bài hát | Ghi chú           |
| -------------- | ----------------- | --- | ----------------- |
| 20/11/2018     | To The Nine       | 《Ei喔Ei喔 \| Ei Oh Ei Oh》 《一起跳舞吧 \| Let's Dance Together》 《了不起的9% \| Extraordinary 9%》 《创新者 \| Rule Breaker》 《I Need A Doctor》 《Good Things》 《离不开 I Inseparable》 | Nhóm NINE PERCENT |
| 26/09/2019     | More Than Forever | 《梦 \| Dream》- Thái Từ Khôn 《为你绽放 \| Blooming For You》- Trần Lập Nông 《Umbrella》- Phạm Thừa Thừa 《挣脱 \| Break Free》- Justin \| Hoàng Minh Hạo 《Like A Star》 - Lâm Ngạn Tuấn 《Hi Buddy》- Chu Chính Đình 《Lovelab》- Vương Tử Dị 《热气球 \| Hot Air Balloon》- Tiểu Quỷ 《Maybe Someday 》- Vưu Trưởng Tĩnh | Nhóm NINE PERCENT |

### Album cá nhân
| Tựa đề        | Chi tiết album | Chú thích |
| ------------- | --- | --------- |
| Lil Ghost 2.0 | - Ra mắt: 20 tháng năm 2019 - Ngôn ngữ: Tiếng Trung - Label: Gramarie Entertainment Track listing 1. "别叫我达芬奇" 2. "原来" 3. "Come Back" (救赎) 4. "Tiger" |           |
| From M to W   | - Ra mắt: 8 tháng 4 năm 2020 - Ngôn ngữ: Tiếng Trung - Label: Gramarie Entertainment Track listing 1. "How Should It Be" (到底要怎么样) 2. "If I Can" 3. "最后的外卖" (Unplugged version) 4. "The Last Takeout" (最瘦的外卖) 5. "How Have You Been Recently" (你最近好吗) |           |
| Deadline      | - Ra mắt: 20 tháng 5 năm 2022 - Ngôn ngữ: Tiếng Trung - Label: Gramarie Entertainment Track listing 1. "把更多的时间花在音乐上 (Intro)" 2. "逆流而上" 3. "亲手sus 爱情" 4. "她妈妈说我们八不合" 5. "哈莉•奎茵" 6. "我希望我永远也不知道你的那些破事" 7. "猗窝座" 8. "生死有命" 9. "Super Villain" 10. "十八岁之前统治宇宙" 11. "给我点时间" 12. "不良少年" 13. "Shining in the dark" 14. "为明天写封信" 15. "死线" 16. "蔚蓝星球上的蛀虫 (Outro)" |           |

### Singles
| Năm  | Tựa đề                                  | Ghi Chú |
| ---- | --------------------------------------- | ------- |
| 2018 | "Good Night"                            |         |
| 2018 | "Unicom"                                |         |
| 2018 | "Up"                                    |         |
| 2019 | "Black" (黑白)                          |         |
| 2019 | "Don’t Call Me Da Vinci" (别叫我达芬奇) |         |
| 2019 | "Favor" (偏愛)                          |         |
| 2020 | "Pinky Murder"                          |         |

## Phim và các chương trình giải trí

### Chương trình giải trí
| Năm  | Tên Tiếng Việt                 | Tên gốc      | Vị trí     | Ghi chú | Kênh        |
| ---- | ------------------------------ | ------------ | ---------- | --- | ----------- |
| 2017 | The Rap of China               | 中国有嘻哈   | Thí sinh   | | iQiyi       |
| 2018 | Idol Producer                  | 偶像练习生   | Thí sinh   | - Top 8 chiến thắng                                                                                            | iQiyi       |
| 2018 | Nhà hàng hoàn mĩ               | 奇妙的食光   | Khách mời  | | iQiyi       |
| 2018 | Cửa hàng hoa của chị gái       | 小姐姐的花店 | Thành viên | | iQiyi       |
| 2018 | Thế giới dũng cảm              | 勇敢的世界   | Thành viên | - tham gia cùng Justin, Trình Tiêu, Trần Kiều Ân, Trương Hàn, Dương Địch, Đinh Trạch Nhân,...                  | Human TV    |
| 2019 | Hoa lộ thanh xuân              | 青春的花路   | Thành viên | - tham gia cùng Phạm Thừa Thừa, Chu Chính Đình, Vương Tử Dị, Vưu Trưởng Tĩnh, Phí Khải Minh, Ngải Phúc Kiệt Ni | iQiyi       |
| 2019 | Bài hát của chúng ta           | 我们的歌     | Thành viên | | iQiyi       |
| 2020 | Tôi muốn cuộc sống như thế này | 我要这样生活 | Thành viên | - tham gia cùng Phạm Thừa Thừa                                                                                 | iQiyi       |
| 2020 | Ngôi sao rap                   | 说唱听我的   | Giám khảo  | | Mango TV    |
| 2020 | Crossover Singer               | 跨界歌王     | Thành viên | | Beijing TV  |
| 2020 | Go Newbies                     | 新手驾到     | Thành viên | | Hunan TV    |
| 2020 | Dimension Nova                 | 跨次元新星   | Thành viên | | iQiyi       |
| 2021 | The Romance                    | 恋恋剧中人   | Thành viên | | iQiyi       |
| 2021 | The Flash Band                 | 闪光的乐队   | Thành viên | | Zhejiang TV |